# 寿量院 (柏市)
寿量院（じゅりょういん）は、千葉県柏市にある真言宗豊山派系の単立寺院。

## 歴史
創建年代は不明である。ただ中世の板碑が残されていることから、その頃には既に存在していたものと推測される。本堂から南東に参道が伸びており、そこから約600メートル先には塚崎神明社がある。当院は塚崎神明社の旧別当寺であった。山号もかつては「神明山」と称していた。
江戸時代初期から中期にかけて無住（住職不在）の時期が多く、1757年（宝暦7年）に義真僧都によって中興された。その際に真言宗豊山派に属することになった。現在の当院は単立寺院であるが、真言宗豊山派の宗紋「輪違い紋」が現在も残されている。
当院の本堂は鉄筋コンクリート造で、独特の形の屋根をしている。これは八葉蓮華を意匠化したものである。1970年（昭和45年）に建てられた。

## 文化財
- 寿量院の玄圃梨（柏市指定有形文化財）[3]

## 交通アクセス
- 路線バス大津ヶ丘四丁目停留所より徒歩16分。